# سد دارتموث
سد دارتموث هو سد كبير مملوء بالصخور مع ممر مائل غير خاضع للسيطرة عبر أنهار ميتا وجيبو ودارت، وخور موراس وعدد من الروافد الصغيرة. يقع السد بالقرب من جبل بونج في شمال شرق ولاية فيكتوريا الأسترالية. الغرض من السد يشمل الري، وتوليد الطاقة الكهرومائية، وإمداد المياه والحفاظ عليها. يُطلق على الخزان اسم خزان دارتموث، والذي يُسمى أحيانًا بحيرة دارتموث. تقع محطة كهرباء دارتموث، وهي محطة لتوليد الطاقة الكهرومائية تولد الطاقة للشبكة الوطنية، بالقرب من جدار السد.
توجد بركة أصغر، تسمى بركة سد دارتموث أو بونيمبولا بوندج، على بعد حوالي 9 كيلومترات (6 ميل) أسفل السد الرئيسي، أيضًا عبر نهر ميتا ميتا، وتقع بجوار محطة كهرباء بانيمبولا الكهرومائية وتشكل جزءًا من مجمع سد دارتموث.

## الموقع والمميزات
بدأت شركة ثيس بروس المحدودة بتصميمها للسد من قِبل هيئة ولاية فيكتوريا للأنهار وإمدادات المياه، وبدأت أعمال البناء في عام 1973 وأنجزتها في عام 1979 بتكلفة 139 مليون دولار أسترالي. تم بناء جدار سد مع لب الأرض والتعبئة الصخرية، على ارتفاع 180 متر (591 قدم) من الجزء الأدنى من الأساس إلى الطريق عبر الجزء العلوي من السد؛ جعل جدار السد الأعلى في أستراليا. تشتمل المواد الأساسية المكونة للجدار على 10.5 مليون متر مكعب (370 × 106 قدم مكعب) من الصخور، و 0.8 مليون متر مكعب (28 × 106 قدم مكعب) من مواد الترشيح المصنوعة من الصخور المحطمة، و 2.8 مليون متر مكعب (99 × 106 قدم مكعب) من الأرض للنواة. تبلغ سعة الخزان 3,856 جيجا بايت (1.018647433893 × 1012 جالون أمريكي)، أو حوالي 6.7 أضعاف سعة ميناء سيدني؛ ويمكن أن تطلق أقصى تدفق خارجي يبلغ حوالي 12000 ميجا بايت (3.170064628 × 109 جالون أمريكي) يوميًا في التشغيل العادي.
يبلغ ارتفاع الجريان غير المنضبط 486 مترًا (1594 قدمًا) ويبلغ طوله حوالي 92 مترًا (302 قدمًا). عندما تكون ممتلئة، تتدفق الفيضانات فوق القمة وتصل إلى أسفل خرساني بطول 80 مترًا (262 قدمًا). ثم تعود المياه إلى النهر عبر شلال صخري مفتوح يمتد تدريجياً إلى 300 متر (984 قدم) عند مستوى النهر. بمجرد أن تصل سعة خزان دارتموث إلى 99٪، يُعتبر «ممتلئًا تشغيليًا» ومن ثم يتم تعيين الإصدارات لتمرير التدفقات إلى الخارج لمنع ارتفاع المستوى. يتم تمرير الإطلاقات من خلال أعمال المخرج ومحطة توليد الكهرباء كلما كان ذلك ممكنًا، ولن تتدفق المياه إلا عبر مجرى المياه إذا دخلت تدفقات كبيرة من الفيضانات من المنبع عندما يكون التخزين بالقرب من الكامل. يقلل هذا النهج من فرصة حدوث فيضان في اتجاه مجرى النهر، ويزيد من مرونة التشغيل لتوليد الطاقة المائية ويحمي المجرى المائي.
سد دارتموث يخزن المياه من حقول الثلج في «هاي كانتري» الفيكتوري لإطلاقها في الصيف في ميتا ميتا (وبحيرة هيوم المصب) ثم في نهر موراي الأكبر للري. إن سعة التدفق والخزان للخزان ضئيلة للغاية بالنظر إلى حجمه، مما يعني أن مستوياته تختلف قليلاً مقارنة ببعض السدود الأخرى في موراي وروافده.

يعد الخزان من مصايد أسماك الترفيهية الشهيرة، حيث يتم تخزينه بانتظام من قبل وزارة الصناعات الأولية الفيكتورية.

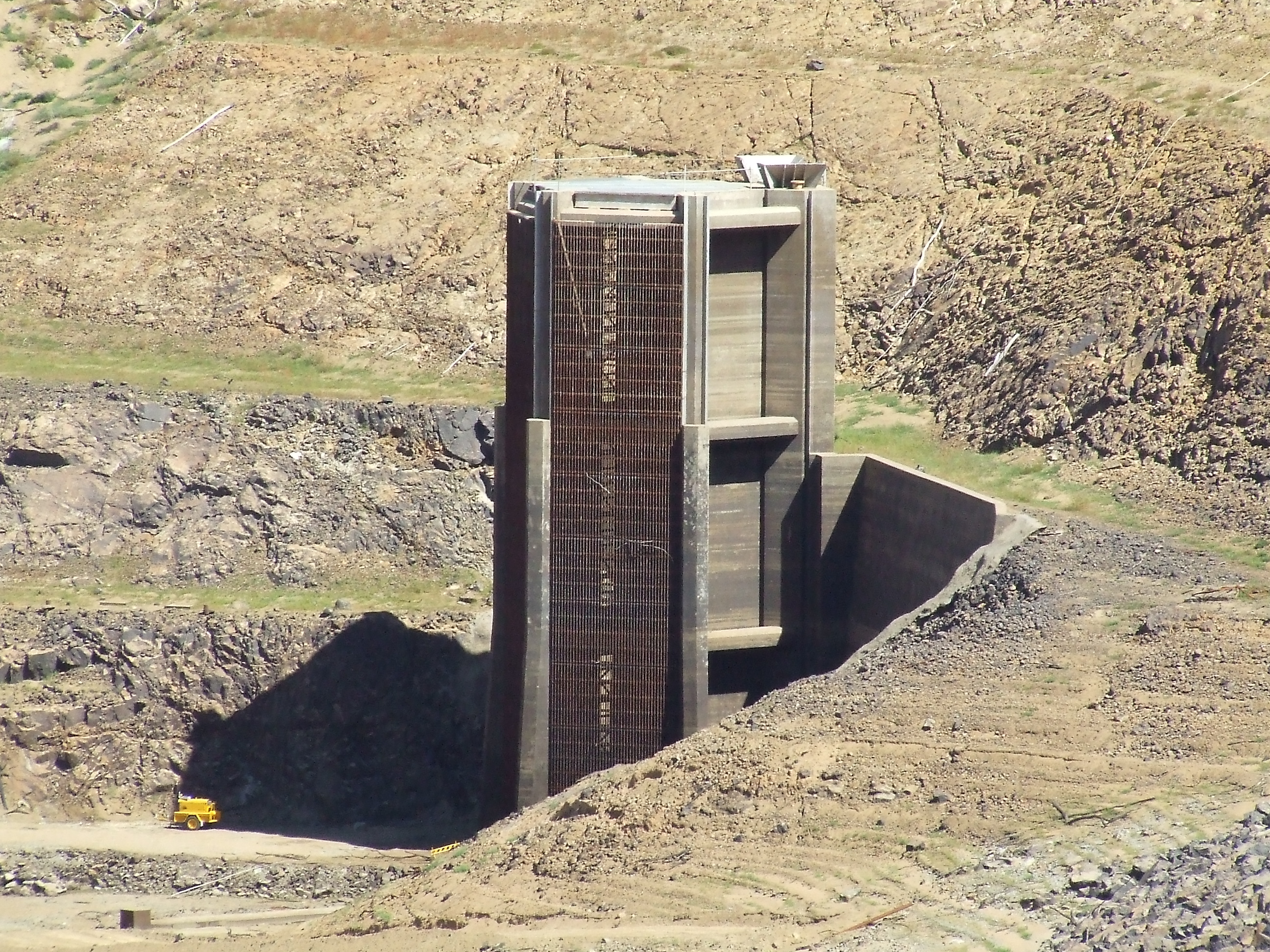
سد دارتموث

## توليد الطاقة الكهرومائيه
صُممت محطة توليد الطاقة الكهرومائية من قِبل هيئة كهرباء ولاية فيكتوريا، وبُنِيَت من قِبل لويس كونستركشنز المحدودة، وبتكليف في كانون الثاني / يناير 1981، محطة توليد كهرباء دارتموث واحدة من التوربينات فرانسيس، مع قدرة توليد 180 ميغاواط (240,000 حصان)، أكبر التوربينات الكهرومائية المثبتة في استراليا. تملكها وتشغلها تم تدمير غلاف التوربين والكتلة الخرسانية المحيطة بمحطة الطاقة في مايو 1990 عندما دخل عمودين من الصلب التوربين. دمرت القوة الناتجة محطة الطاقة وأنظمة التحكم في السد، مما يجعل من المستحيل إطلاق المياه تدريجياً من السد القريب من السعة بالوسائل التقليدية. سرعان ما تم تركيب نظام مرتجل، يضع أنابيب كبيرة فوق مجرى المياه لسحب المياه فوقها، لكن التدفق من نبع مبلل بشكل غير عادي كان بحيث كان السد يفيض على أي حال، مما يؤدي إلى سلسلة مذهلة فوق الخطوات الصخرية الضخمة التي تشكلت عندما تم استخراج الصخور المستخدمة للسد نفسه من جدران الوادي. أُعيد بناء المحطة في وقت لاحق وأعيد تشغيلها في عام 1993. تم زيادة سعة البِركَة المنظمة في عام 2003 لتحسين مرونة توليد محطة الطاقة. المحطة متصلة بشبكة الكهرباء عبر خط نقل 220 كيلو فولت إلى جبل الجمال، على بعد 40 كم (25 ميل).

## حادث محطة الكهرباء
في 2 مايو 1990، تم إيقاف تشغيل مولد التوربين بقوة 180 ميجا وات الذي يعمل بأقصى سرعة على الفور من قبل جسم غريب تُرك في القلم بعد الصيانة. تحولت التركيبات حوالي 2 متر داخل قاعدة ارتفاع 180 متر لخزان سعة 3,906 جرامًا. بعد الانزعاج الأول فيما يتعلق بسلامة الجدار (أعلن أنه آمن بعد التقييم المطول)، تم إصلاح / استبدال التركيب المائي ولكن كان خارج الخط لعدة سنوات. كان من شأن خرق الجدار أن يطمس فقط بضع بلدات صغيرة ومنطقة زراعية قليلة الاستقرار في وادي ميتا ميتا الضيق نسبياً والذي يبلغ طوله 120 كيلومتراً أسفل السد، ولكن الأهم من ذلك أنه كان من الممكن أن يؤدي إلى إفراط محتمل في الأرض وفشل محتمل للأرض. 

## التأثير البيئي على حوض موراي دارلينج
تسبب بناء وتشغيل سد دارتموث في تغييرات كبيرة في أنماط التدفق والبيئة في نهري مواري وميتا ميتا. على وجه الخصوص، ساهمت المياه الباردة غير الطبيعية المنبعثة من السد، والتي تصل درجة حرارتها إلى 10 درجات مئوية (18 درجة فهرنهايت) أكثر مما يجب بشكل طبيعي، في اختفاء موراي كود وتراوت القد وماكاري بيرش من نهر ميتا داخل السنوات القليلة الأولى من بداية وجود السد. كما يعتبر تلوث المياه الباردة الناجم عن سد دارتموث ساهم في اختفاء سمك السلور في المياه العذبة من الروافد العليا لنهر موراي. 